# Postplatyptilia
Postplatyptilia is een geslacht van vlinders van de familie vedermotten (Pterophoridae), uit de onderfamilie Pterophorinae.

## Soorten
- P. akerbergsi Gielis, 1991
- P. alexisi Gielis, 1991
- P. biobioica Gielis, 1991
- P. camptosphena Meyrick, 1931
- P. eelkoi Gielis, 1991
- P. flinti Gielis, 1991
- P. fuscicornis Zeller, 1877
- P. genisei Pastrana, 1989
- P. huigraica Landry & Gielis, 1992
- P. minima Landry & Gielis, 1992
- P. naranja Gielis, 1991
- P. nubleica Gielis, 1991
- P. paraglyptis Meyrick, 1907
- P. pusilla Philippi, 1864
- P. talcaica Gielis, 1991